# Slag bij Prairie Grove
De Slag bij Prairie Grove vond plaats op 7 december 1862 in Washington County, Arkansas tijdens de Amerikaanse Burgeroorlog. Hoewel het op tactisch niveau onbeslist bleef, was het toch een strategische overwinning voor de Noordelijken. Het noordwesten van Arkansas werd opnieuw veilig gesteld voor de Unie.

## De Noordelijke strategische situatie
In het najaar van 1862 hadden de Zuidelijken zich teruggetrokken uit het zuidwesten van Missouri om te overwinteren te midden van de rijke graanvelden in het noordwesten van Arkansas. Verschillende regimenten werden overgeplaatst naar het Army of the Tennessee. Na de nederlaag bij Pea Ridge in maart had dit Zuidelijk leger versterkingen nodig.
Na hun overwinning bij Pea Ridge, viel de Noordelijke generaal Samuel Curtis noordelijke Arkansas binnen. Zijn doel was de inname van Little Rock, de hoofdstad van Arkansas. Toen Curtis de buitenwijken van de stad in zicht kreeg, trok hij zich terug na de kleine maar psychologische belangrijke overwinning in de Slag bij Whitney's Lane nabij Searcy in Arkansas.
Curtis trok zich terug naar Helena, Arkansas. Daar bouwde hij zijn communicatielijnen opnieuw uit. Zijn ondergeschikte, generaal John M. Schofield kreeg de opdracht om vanuit Springfield, Missouri de Zuidelijken te verjagen uit het zuidwesten van Missouri en het noordwesten van Arkansas binnen te vallen.
Schofield verdeelde zijn Army of the Frontier in twee delen. Een deel bleef gekazerneerd nabij Springfield onder leiding van generaal Francis J. Herron. Het ander deel werd aangevoerd door generaal James G. Blunt en diende het noordwesten van Arkansas binnen te vallen. Schofield werd kort daarna ziek. Het algemeen bevel werd opgenomen door Blunt. De twee delen van het Noordelijke leger lagen te ver uit elkaar om degelijke ondersteuning aan elkaar te bieden.

## De Zuidelijke strategische situatie
Generaal Thomas C. Hindman was een agressieve bevelhebber die net van zijn post als algemeen bevelhebber van de Trans-Mississippi District ontnomen was. Hij had een reeks van onpopulaire, doch niettemin efficiënte, militaire decreten uitgevaardigd die olie op het vuur waren voor de lokale politici.
Hindman behield wel een commando te velde van de Zuidelijke troepen in Arkansas. Hij kon zijn plaatsvervanger overtuigen om hem op een expeditie naar het noordwesten van Arkansas te sturen. Hindman had vernomen dat de Noordelijken zichzelf in een slechte tactische situatie hadden gemanoeuvreerd. Hindmans doel was het vernietigen van de Noordelijke troepen en de invasie van Missouri mogelijk te maken.

## Openingszetten
Hindmans verzamelde zijn troepen bij Fort Smith in Arkansas. De 2.000 man sterke cavalerie onder leiding van generaal John S. Marmaduke diende enerzijds de Zuidelijke opmars af te schermen en anderzijds de vijand last bezorgen.
Onverwachts rukte Blunt zelf op met 5.000 soldaten en 30 kanonnen om Marmaduke aan te vallen. De twee opponenten vochten een kleine strijd uit in de Slag bij Cane Hill op 28 november 1862. Marmaduke moest zich terugtrekken. Blunt bevond zich nu 50 km dieper in Arkansas en evenveel kilometer verder van eventuele versterkingen.
Op 3 december vertrok Hindman met 11.000 slechtbewapende soldaten en 22 kanonnen over de Boston Mountains. Hun doel was Blunts divisie. Blunt stuurde een telegram naar Herron met de opdracht om hem zo snel mogelijk te hulp te komen vanuit Springfield. Blunt nam een defensieve positie in rond Cane Hill en wachtte de komst van Herron af. Ondertussen plande Hindman een aanval met Marmadukes cavalerie die vanuit het zuiden moest aanvallen. Eens Marmaduke en Blunt waren slaags geraakt, zou Hindman de Noordelijke flank vanuit het oosten aanvallen.
Op 6 december vernam Hindman het nieuws over de opmars van Herron vanuit Springfield. Zijn vooropgesteld aanvalsplan viel in het water. Hindman zou eerst Herron treffen voor hij Blunt kon versterken. Tijdens de nacht van 6 op 7 december trok Hindman Blunts divisie voorbij en marcheerde in noordelijke richting met Marmadukes cavalerie in de voorhoede.
Ondertussen rukten Herrons soldaten snel op. Marmadukes cavalerie botste op Herrons manschappen net ten zuiden van Fayetteville in Arkansas. Hindman richtte nu zelf een defensieve positie in op heuvels bij Prairie Grove omdat hij vreesde voor een aanval op zijn achterhoede door Blunt.

## De slag
In de vroege ochtend van de 7de december stak Herron de rivier over en stelde zijn soldaten op tegenover de rechterflank van Hindman. Herron opende de slag met een twee uur durend artilleriebombardement waarbij hij ieder vijandelijk kanon probeerde te vernietigen. Tegen de middag waren de meeste Zuidelijke kanonnen uitgeschakeld en had de infanterie dekking gezocht aan de andere zijde van de heuvels.
Herron, tevreden met het resultaat van de beschieting, liet zijn infanterie oprukken zonder op Blunt te wachten. Op Borden wheatfield, aan de voet van de heuvels, ontmoetten zijn soldaten de eerste tegenstand van de Zuidelijke cavalerie. Herron dacht dat deze cavaleristen een tegenaanval planden en zijn artillerie op het oog hadden. Hij stuurde twee regimenten van zijn 3de divisie naar voren om de vijand te vlug af te zijn. Toen zijn soldaten arriveerden bij Borden House, werden ze uit drie kanten aangevallen door de Zuidelijk infanterie van brigadegeneraal Francis A. Shoup en Marmadukes cavalerie. De helft van de Noordelijke infanterie werd gedood of raakte gewond in enkele minuten.

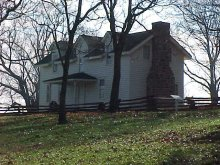
Borden House op het slagveld van Prairie Grove

Terwijl de overlevenden de heuvel afrenden naar de veiligheid van hun eigen linies werden ze achtervolgd door de vijandelijke infanterie. Herrons artillerie vuurde op de vijand van op korte afstand waardoor de Zuidelijke aanval desintegreerde. Om een tweede aanval op zijn artillerie te voorkomen, voerde Herron nu zelf een tegenaanval uit. Twee regimenten van Daniel Huston Jr. 2de divisie vielen opnieuw Borden House aan. Na zware gevechten en het afslaan van een Zuidelijke tegenaanval trokken de Noordelijken zich opnieuw terug naar hun linies. Opnieuw zetten de Zuidelijken de achtervolging in en opnieuw werden ze zwaar aangepakt door de Noordelijke artillerie en kolonel William W. Ormes brigade.
Ondertussen wist Blunt dat Hindman langs zijn flank geglipt was en Herron had getroffen. Razend van woede liet hij zijn soldaten naar het geluid van de slag marcheren. Omdat ze niet precies wisten waar de slag plaatsvond, marcheerden ze door velden en over afsluitingen en lieten ze de wegen links liggen. Blunts soldaten betraden het slagveld net op het moment dat Hindman een nieuwe aanval op Herron wilde uitvoeren. Blunt viel de verraste Zuidelijken aan en dreef hun terug naar de heuvels. Tijdens deze actie verloor de 10th Missouri Confederate Infantry de meeste soldaten toen hun onbeschermde flank onder de voet gelopen werd. Blunt stuurde twee brigades naar voren richting Morton House die op dezelfde heuvel lag als Borden House. Na verschillende salvo’s werden de Noordelijken teruggeroepen. Opnieuw ondernamen de Zuidelijken een aanval op de Noordelijke artillerie. Opnieuw sloegen de Noordelijke infanterie en artillerie de aanval af. De invallende duisternis luidde het einde in van de slag.
Tijdens de nacht van 7 op 8 december liet Blunt zijn reserves aanrukken. Hindman had echter geen reserves meer. Zijn soldaten hadden nog maar weinig munitie en voedsel over. De artillerie was vrijwel vernietigd. Hindmand had geen andere keuze dan de terugtocht te aanvaarden. Op 10 december arriveerden de gedemoraliseerde Zuidelijen in Van Buren, Arkansas. Op 29 december moesten ze ook daar vertrekken toen de troepen van Blunt en Herron Van Buren naderden. Het noordwesten van Arkansas was verloren voor het Zuiden.

## Gevolgen
De Noordelijken verloren 1.251 soldaten. De Zuidelijken hadden 1.317 slachtoffers te betreuren. Na het einde van de gevechten was het moreel van de Zuidelijken tot een dieptepunt gezakt. Hoewel de slag zelf tactisch onbeslist bleef, was het toch een Noordelijke strategische overwinning. Ze dreven de Zuidelijken permanent uit het noordwesten van Arkansas.